# Joyce Sikakane
Joyce Nomafa Sikakane, devenue ultérieurement Sikakane-Rankin, née en 1943, est une journaliste et militante sud-africaine.

## Biographie
Née en 1943 au Bridgeman Memorial Maternity Hospital de Johannesbourg, en Afrique du Sud, elle a grandi à Soweto, fille d'un maître de conférences à l'Université du Witwatersrand. Elle a été la première femme noire à être embauchée par le Rand Daily Mail. 
Tombée amoureuse d'un médecin écossais, Ken Rankin (1939-2011), alors que les mariages interraciaux sont illégaux, le couple prévoit d'émigrer. Cependant, elle est arrêtée le 1er décembre 1969 pour son activité politique et détenue pendant 17 mois, jusqu'à ce qu'elle soit acquittée et autorisée à quitter le pays. Elle et Rankin finalement se marient finalement en 1974 et déménagent en Écosse.. Devenueune militante anti-apartheid , elle continue en exil à travailler pour le Congrès National Africain (ANC).
En 1977, son autobiographie, A Window on Soweto, est publiée à Londres par l'International Defence and Aid Fund. Elle sert comme conseiller technique, en 1988, sur le film Un Monde à Part, construit à partir de l'histoire de Shawn Slovo et de sa mère Ruth First. Elle travaille aussi comme journaliste au Mozambique et au Zimbabwe. 
En 1994, après la fin du régime de l'apartheid, elle revient en Afrique du Sud, employée par la South African Broadcasting Corporation jusqu'en 2001.
Sikakane est parmi les auteures mises en avant dans l'anthologie Daughters of Africa,.